# Zeiler (Reichertsheim)
Zeiler ist ein Gemeindeteil der Gemeinde Reichertsheim im oberbayerischen Landkreis Mühldorf am Inn.

## Lage
Die Einöde Zeiler liegt 1,6 Kilometer nordwestlich von Reichertsheim. Sie liegt etwa einen Kilometer nordwestlich der Bundesstraße B12 und lässt sich von dieser über 2 Kilometer lange Straßenverbindungen erreichen.
Der Hof liegt etwa 500 m nordwestlich des Riedbacher Bachs, der über den Kagenbach zur Isen entwässert.

## Bevölkerungsentwicklung

Zeiler, Wohngebäude

Zeiler, Remise

In Zeiler gab es 1970 drei Einwohner. Im Mai 1987 lebte dort ein Einwohner in einem Wohngebäude.
| Jahr      | 1970 | 1987 |
| Einwohner | 3    | 1    |